# يسار بن بلال
يسار بن بلال  صحابي من الأنصار، وكنيته أبو ليلى وهو والد الفقيه المشهور عبد الرحمن بن أبي ليلى.

## سيرته
اختُلف في اسمه فقيل: يسار بن بلال بن أحيحة بن الجلاح بن جحجبى بن عوف بن كلفة بن عمرو بن عوف بن مالك بن الأوس الأنصاري الأوسي، وقيل داود بن بلال، وقيل يسار بن نمير، وقيل غير ذلك.
صحب النبيّ وشهد معه أَحدًا وما بعدها من المشاهد، ثم انتقل إِلى الكوفة، وله بها دار في جُهَينة، وشهد هو وابنه عبدُ الرحمن مع علي بن أبي طالب مشاهدَه كلها. وقُتِلَ بموقعة صفين. روَى عن النبي، رَوى عنه ولده عبد الرحمن وحْدَه.